# White Lake, North Carolina
White Lake är en kommun (town) i Bladen County i North Carolina. Vid 2010 års folkräkning hade White Lake 802 invånare.